# Quintero (Cile)
Quintero è un comune del Cile della provincia di Valparaíso nella Regione di Valparaíso. Al censimento del 2002 possedeva una popolazione di 21.174 abitanti.

## Società

### Evoluzione demografica
| Censimento del 1992 | Censimento del 2002 |
| 17.796 ab.          | 21.174 ab.          |